# 田舎で暮らそうよ
『田舎で暮らそうよ』（いなかでくらそうよ）は、1999年7月14日より9月15日まで毎週水曜日20:00 - 20:54に、テレビ東京系列で放送されていた日本のテレビドラマ。主演は高嶋政伸。
原作は村上方子の「富士見高原Iターン物語―夢の信州田舎暮らしをしてみれば」。

## キャスト

### 岡村家と身内
岡村宗太〈33〉
演 - 高嶋政伸
横浜の一流ホテルのフランス料理シェフだったが、信州の社員食堂の料理人となる。山暮らしは長年の夢だった。
岡村千晶〈33〉
演 - 七瀬なつみ
宗太の妻。横浜生まれの横浜育ちで、結婚後も子育てのかたわらパートに励む。
岡村あずさ〈11〉
演 - 木地山まみ
岡村家長女。しっかり者で勉強もできる。最初は田舎での生活に馴染むことができなかった。
岡村渓太〈6〉
演 - 稲垣謙介
岡村家長男。わんぱく小僧。
川口誠治〈59〉
演 - 北村総一朗
千晶の父。定年後は娘夫婦と二世帯住宅で暮らすことを夢見ていた。山暮らしを決行した宗太とは険悪状態になる。
川口光子〈56〉
演 - 星由里子
千晶の母。娘に輪をかけたミーハー。

### その他
富川一朗〈34〉
演 - 柳沢慎吾
八ヶ岳で代々続く農家の跡取り息子。宗太たちと家族ぐるみの付き合いをするようになる。
富川由紀江〈27〉
演 - 猫背椿
一朗の妻。牛の世話や畑仕事で、鈴子とぶつかることもある。
松本〈33〉
演 - 相島一之
横浜のホテル時代の宗太の同僚シェフ。
名倉和史〈42〉
演 - 三浦浩一
小学校のPTA会長。見た目は怖いが世話好き。
斉藤薫〈33〉
演 - 中島宏海
千晶の親友。独立して仕事をこなす編集者。
富川鈴子〈61〉
演 - 冨士眞奈美
一朗の母。岡村家にとっては「八ヶ岳のおばあちゃん」ともいうべき存在。
町田英輔〈62〉
演 - 柳生博
元銀行マン。人付き合いの煩わしさから逃げるように別荘地に移り住む。
町田京子〈59〉
演 - 草村礼子
英輔の妻。クラシック音楽や絵を愛好。暇さえあればコンサートやギャラリーに出かける。
大木〈38〉
演 - 吉田次昭
宗太が勤めることになる社員食堂の上司。
西川優〈20〉
演 - 木村剛
宗太の信州での同僚。今は社員食堂で働いているが、都会で暮らす願望がある。

## スタッフ
- 脚本 - 金谷祐子
- 演出 - 佐藤健光、村松弘之
- 主題歌 - Le Couple「お帰りなさい」
- プロデューサー - 都築博、阿部謙三
- 製作 - テレビ東京、東宝

## 放送日程
| 話数   | サブタイトル                         | 演出              |
| ------ | ------------------------------------ | ----------------- |
| 第1話  | 八ヶ岳の大自然へ！愛と感動の家族物語 | 佐藤健光          |
| 第2話  | 夢の高原の深い闇…息子よ！涙の捜索隊  | 佐藤健光          |
| 第3話  | 厳寒の八ヶ岳！孤独に泣く娘に子犬の愛 | 佐藤健光          |
| 第4話  | 青空の緑と八ヶ岳・私達、まだヨソ者!? | 村松弘之          |
| 第5話  | ピンチ！家族の絆                     | 佐藤健光 村松弘之 |
| 第6話  | 定年ショックの父と母の家出           | 佐藤健光          |
| 第7話  | 落ちこぼれ？我が家流子育て！         | 村松弘之          |
| 第8話  | 牧場売却!?食堂リストラ！失われた友情 | 村松弘之          |
| 最終話 | 別れと旅立ちの時…八ヶ岳は雨のち晴れ  | 佐藤健光          |